# Ferkla Es-soufla
Ferkla Es-soufla  (in arabo فركلة السفلى‎?) è un centro abitato e comune rurale del Marocco situato nella provincia di Errachidia, regione di Drâa-Tafilalet. Conta una popolazione di 12 335 abitanti (censimento 2014).